# 15 minuti di fama

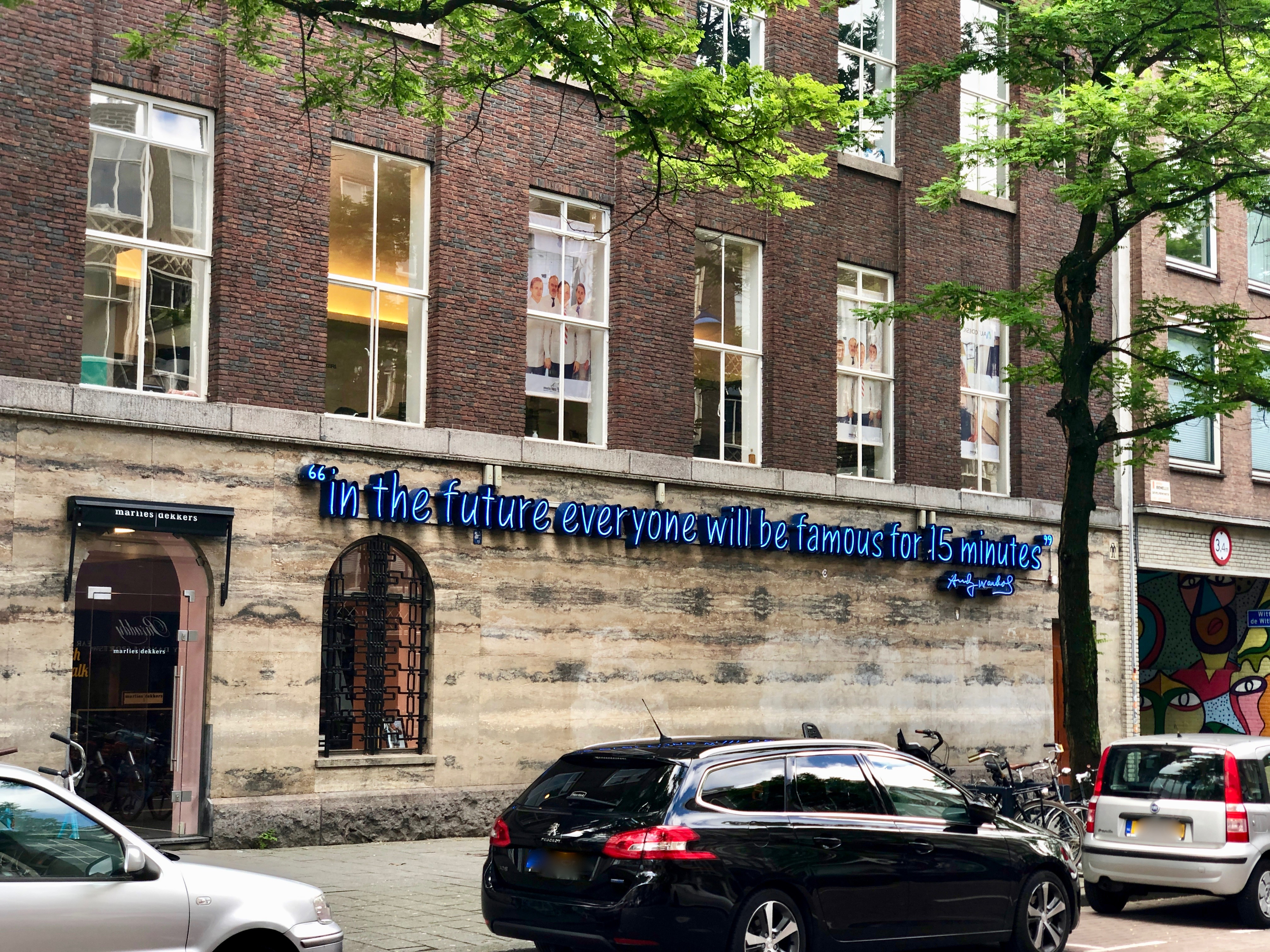
La scritta In the future everyone will be famous for 15 minutes raffigurata su un edificio di Rotterdam, nei Paesi Bassi

Per 15 minuti di fama (o 15 minuti di popolarità) si intende una notorietà effimera raggiunta da un individuo o un particolare fenomeno.

## Storia
Esiste almeno un antecedente del concetto, attribuito a William Kempe (ca. 1560-ca. 1603), che menzionò dei nine days' wonder (lett. "meraviglia che dura nove giorni", ma traducibile in "fuoco di paglia").
I "15 minuti di fama" vennero menzionati per la prima volta da Charles de Lacretelle nel suo libro Histoire de l'Assemblée constituante del 1821. Alphonse Daudet citò il medesimo concetto in un suo articolo edito nel 1879.
L'espressione "15 minuti di fama" è spesso attribuita erroneamente a Andy Warhol, il quale dichiarò la celebre frase «nel futuro ognuno sarà famoso al mondo per 15 minuti» (in inglese In the future everyone will be famous for 15 minutes), pubblicata in forma scritta per la prima volta nel programma di una mostra a lui dedicata nel Moderna Museet di Stoccolma nel 1968. Il fotografo Nat Finkelstein rivendicò la paternità della frase. Stando a quanto dichiarò: «Andy un giorno mi disse:
"Tutti vogliono diventare famosi". E io gli risposi: "Sì, per circa 15 minuti". Lui ha preso quella frase e l'ha fatta propria».

## Interpretazione
Lo storico dell'arte Benjamin Buchloh sostiene che il principio fondamentale dell'estetica di Warhol sarebbe l'«invalidazione sistematica delle gerarchie delle funzioni e le tecniche rappresentative» dell'arte; tale principio corrisponde direttamente alla credenza stando alla quale la «gerarchia dei soggetti degna di essere rappresentata sarà un giorno abolita»; da questo presupposto, chiunque, e quindi "tutti", possono essere famosi una sola volta quando la gerarchia si è dissipata, "nel futuro," e per estensione logica di ciò, "in futuro, tutti saranno famosi", e non solo quegli individui degni di fama.
D'altra parte, l'ampia proliferazione della versione riadattata del concetto "i miei quindici minuti" e la sua entrata nel linguaggio corrente, hanno portato ad un'applicazione leggermente diversa, che ha a che fare tanto con la natura effimera della fama nell'era del l'informazione quanto, più recentemente, con la democratizzazione dei media causata dall'avvento di Internet.